# Ḿ
M‌‌‌

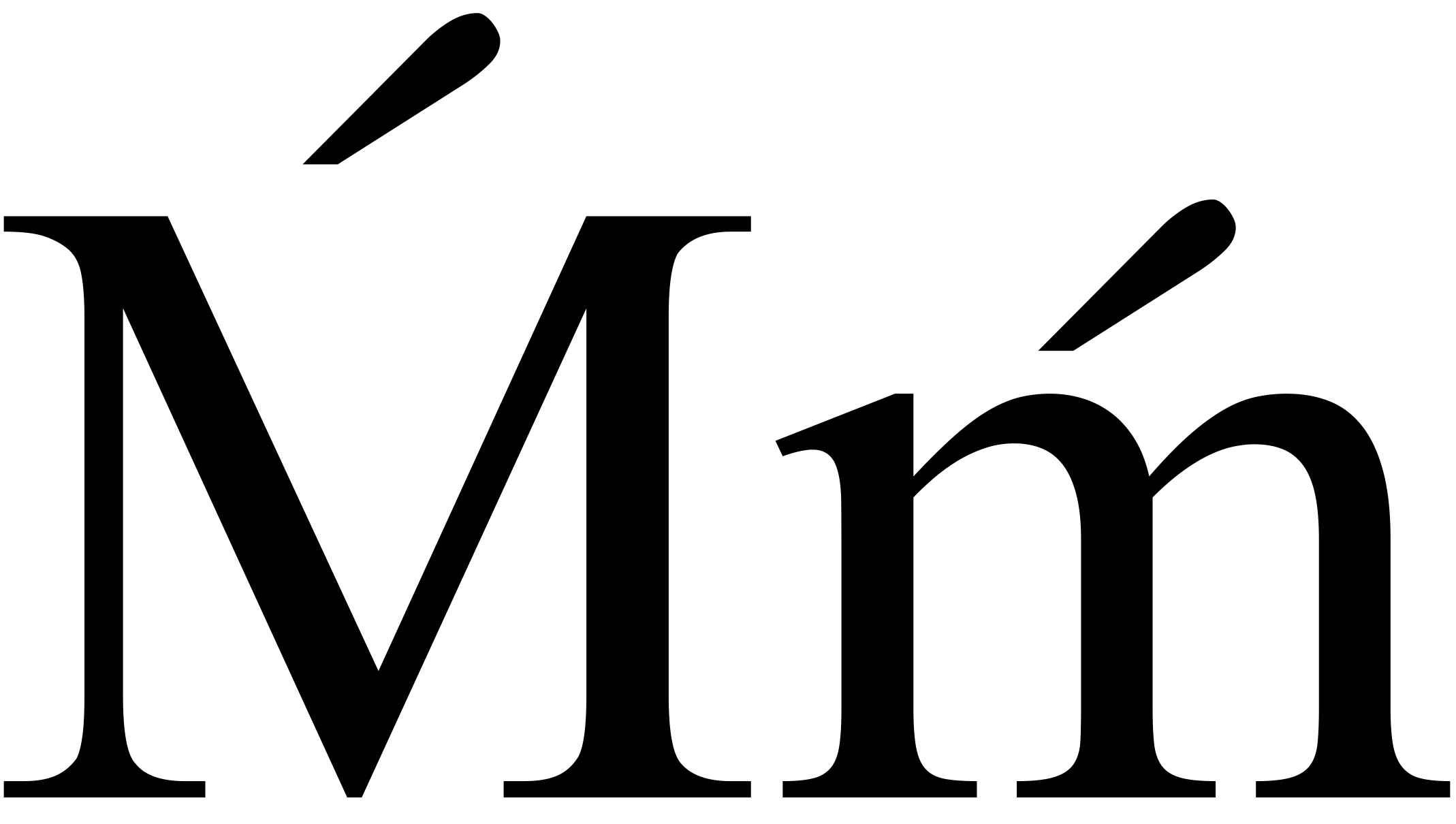
M اکسان اگو کوچک و بزرگ

Ḿ ، ḿ یا M اکسان اگو یکی از حروف پین‌یین  است که برای نگارش زبان چینی به خط لاتین مورد استفاده قرارمی‌گیرد. ḿ نشان‌دهندهٔ نواخت فرازین بالاست. 

## منبع
Wikipedia contributors, "Ḿ," Wikipedia, The Free Encyclopedia, http://en.wikipedia.org/w/index.php?title=%E1%B8%BE&oldid=548295317 (accessed July 5, 2014). 